# Mysmenopsis funebris
Mysmenopsis funebris là một loài nhện trong họ Mysmenidae.
Loài này thuộc chi Mysmenopsis. Mysmenopsis funebris được Eugène Simon miêu tả năm 1897.